# Georg Christoph von Wachholtz

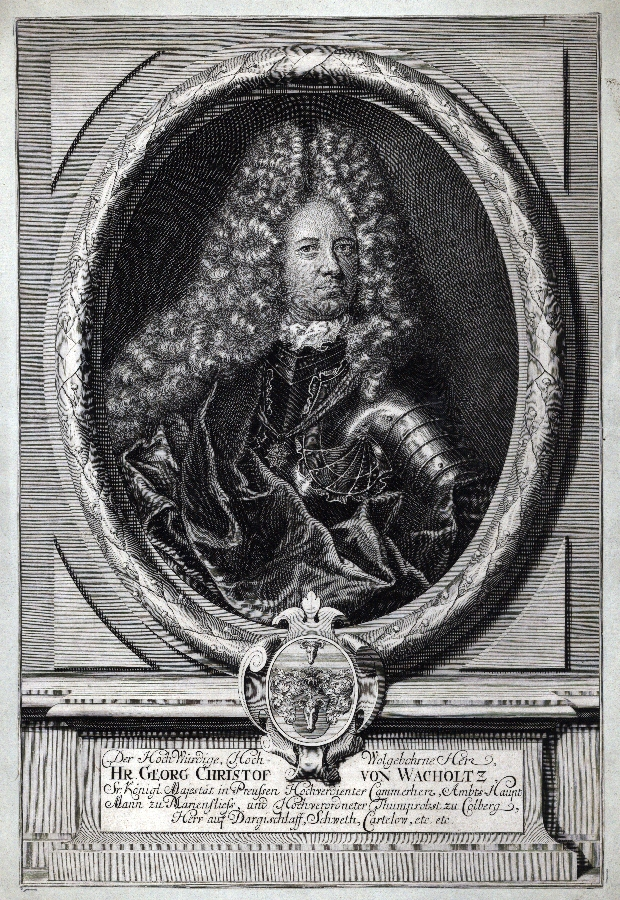
Georg Christoph von Wachholtz

Georg Christoph von Wachholtz (* 8. August 1646; † 25. Mai 1716) war ein kurbrandenburgischer Oberkammerjunker, Dompropst zu Kolberg und Amtshauptmann im Kloster Marienfließ.

## Familie
Georg Christoph von Wachholtz war Angehöriger der alten pommerschen Familie Wachholtz. Seine Eltern waren der Landesdeputierte Jacob von Wachholtz (* 4. Mai 1607; † 1667), Erbherr auf Althof und Schwedt,  und  Diana Caecilia von Manteuffel aus dem Hause Kerstin,  die sein Vater in zweiter Ehe geheiratet hatte.
Er vermählte sich 1684 in Berlin zunächst mit Juliane Eleonore von Wrangel († 1692), Tochter des kurbrandenburgischen Oberst und Kommandeur des Leib-Garde-Infanterie-Regiments (Nr. 1) Wolmar von Wrangel (* 1634; † 1685). Eine zweite Ehe ging er dann 1694 in Kolberg mit Maria Sophie Augusta von Dewitz († 1698), Tochter des kurbrandenburgischen Generalleutnants und Gouverneurs der Festung Kolberg Joachim Balthasar von Dewitz (* 1636; † 1699), ein. Schließlich vermählte er sich ein drittes Mal mit Louisa Amalia von Bonin, Tochter des pommerschen Landrats Friedrich Wilhelm von Bonin, die ihn überlebte. Aus den Ehen gingen vier Söhne (alle jung verstorben) und drei Töchter wie folgt hervor:
- Charlotte Juliane von Wachholtz (* 1694; † 1712), vermählt mit dem preußischen Geheimrat und Dompropst Christoph von Waldow
- Louisa Auguste von Wachholtz (* 1697; † 1712), vermählt mit Ernst Friedrich von Wedel, Erbherr auf Teschendorf bei Freienwalde
- Diana Magdalena von Wachholtz (* 1698; † 1752), vermählt mit dem preußischen Regierungsrat und Prälat Adam von Podewils (* 1687; † 1731), Erbherr auf Wusterwitz

## Leben
Georg Christoph von Wachholtz war Erbherr auf Dargislaff, Nessin, Börnicke, Schwedt, Althof und Kartlow. Als junger Mann bzw. während seiner Ausbildung hatte er Frankreich, England und Holland bereist. Anfangs war er Kammerjunker bei Kurfürst Friedrich III., war dann eine Zeit lang Oberstwachtmeister im kurprinzlichen Regiment, wechselte aber letztlich erneut in den Hofdienst. Die Verbindung zum König war recht eng, zwei Mal war dieser Pate bei Wachholtzs Söhnen. Von 1680 bis zu seinem Tode stand Wachholtz dem Kloster Marienfließ als Amtshauptmann vor. In dieser Zeit wird er auch als Kammerherr bezeichnet.